# ليدي كارولين لامب
ليدي كارولين لامب (بالإنجليزية: Lady Caroline Lamb)‏ (13 نوفمبر 1785، دورست في المملكة المتحدة - 26 يناير 1828، لندن في المملكة المتحدة)؛ كاتِبة، شاعرة وروائية بريطانية.

## روابط خارجية
- ليدي كارولين لامب على موقع الموسوعة البريطانية (الإنجليزية)
- ليدي كارولين لامب على موقع ميوزك برينز (الإنجليزية)